# Rainer Mahlamäki
Rainer Mahlamäki (ur. 12 czerwca 1956 w Ilmajoki) – fiński architekt, prezydent Fińskiego Stowarzyszenia Architektów (SAFA) w latach 2007–2011, główny projektant Muzeum Historii Żydów Polskich Polin.

## Życiorys
W 1987 ukończył studia na Wydziale Architektury Uniwersytetu w Tampere. Od 1997 zatrudniony na Uniwersytecie w Oulu jako wykładowca architektury współczesnej, od 2000 jako dziekan Wydziału Architektury. 
W latach 2002–2006 członek rady, a następnie w latach 2007–2011 prezydent Fińskiego Towarzystwa Architektonicznego (SAFA).
Aktywny zawodowo od 1986, kiedy założył pracownię 8 Studio, a następnie w 1992 Kaira-Lahdelma-Mahlamäki Architecture office. W 1997 wspólnie z Ilmarim Lahdelmą założył pracownię architektoniczną Lahdelma & Mahlamäki architects (LM) z siedzibą w Helsinkach.
W 2005 zwyciężył w międzynarodowym konkursie na projekt budynku Muzeum Historii Żydów Polskich Polin w Warszawie, którego realizacja zakończyła się w 2013.
Od 2021 zaangażowany w projektowanie wielofunkcyjnego zespołu zabudowy miejskiej Żurawie na gdańskim Nowym Mieście.

## Wybrane projekty
| Rok ukończenia | Obiekt                                     | Obiekt | Lokalizacja |        |
| -------------- | ------------------------------------------ | ------ | ----------- | ------ |
| 1994           | Fińskie Muzeum Leśne Lusto                 |        | Punkaharju  | [ 6 ]  |
| 1997           | Centrum Sztuki Ludowej Kansantaiteenkeskus |        | Kaustinen   | [ 7 ]  |
| 2004           | Biblioteka główna                          |        | Rauma       | [ 8 ]  |
| 2006           | Biblioteka miejska                         |        | Lohja       | [ 9 ]  |
| 2013           | Centrum Natury Fińskiej Haltia             |        | Espoo       | [ 10 ] |
| 2013           | Muzeum Historii Żydów Polskich Polin       |        | Warszawa    | [ 4 ]  |
| 2014           | Centrum lokalne Kastelli                   |        | Oulu        | [ 11 ] |

## Odznaczenia i wyróżnienia

### Odznaczenia
- Krzyż Oficerski Orderu Zasługi Rzeczypospolitej Polskiej (Polska, 2015)[12]
- Medal Księcia Eugeniusza (Szwecja, 2017)[6][13]

### Nagrody architektoniczne
- 2016: II Nagroda Architektoniczna Prezydenta m.st. Warszawy w kategorii Budynek użyteczności publicznej 2001–2014 (obiekt publiczny) za Muzeum Historii Żydów Polskich Polin[4]
- 2014: Finlandia za Muzeum Historii Żydów Polskich Polin[14]
- 2013: Nagroda Roku SARP, Grand Prix za Muzeum Historii Żydów Polskich Polin[15]
- 2013: Nagrody Architektoniczna „Polityki”, Ulubieniec czytelników za Muzeum Historii Żydów Polskich Polin[4]